# Synomera ozarbica
Synomera ozarbica là một loài bướm đêm trong họ Noctuidae.